# アルテーク
「アルテーク」はクリミア半島南部の黒海沿岸グルズフ村に位置する宿泊型教育施設である。1925年の設立当初は「アルテークのキャンプ型保養施設」と呼ばれ、同年7月16日から青少年の受入が始まった。

## 歴史
「アルテーク」は結核性毒に感染した青少年のための保養施設として、ロシア赤十字によって設立された。

## 注
1. ↑  Артек — международный детский центр — Города и области Украины